# String Theory
String Theory é um álbum de 2021 da banda A Flock Of Seagulls. É o sétimo álbum da banda e o segundo que segue uma linha orquestral iniciada com seu antecessor Ascencion em 2018.

## História
O álbum traz outra parte das canções do grupo dos três primeiros álbuns e do quinto álbum da banda, mais uma vez contando com uma parceria entre os integrantes originais da banda, alguns músicos convidados e a Orquestra Sinfônica do Cinema Esloveno. Foi anunciado nas redes sociais do grupo em 10 de maio de 2021 e tem como single principal a música ''Say You Love Me'', que originalmente veio do quinto álbum do grupo, The Light At The End Of The World em 1995.
Em uma entrevista com o vocalista Mike Score, foi revelado que este álbum veio após um pedido da gravadora para escolher quais novas canções seriam apresentadas nesta nova compilação de canções orquestrais.
O vídeo promocional foi gravado pela August Day Records com dançarinos e também com o vocalista da banda, o single foi lançado em 1 de julho de 2021. O álbum foi lançado oficialmente em 20 de agosto de 2021 em plataformas digitais como Deezer, Spotify e também em versões físicas que são vendidas na Amazon e no próprio site da banda e da gravadora.

## Faixas
| No.    | Título                                               | Duração |
| ------ | ---------------------------------------------------- | ------- |
| 1.     | ''Loves Overture''                                   | 0:47    |
| 2.     | "Say You Love Me (Orchestral Version)"               | 5:02    |
| 3.     | "Messages (Orchestral Version)"                      | 2:52    |
| 4.     | "Never Again (The Dancer) (Orchestral Version)"      | 4:53    |
| 5.     | ''Remember David (Orchestral Version)''              | 4:06    |
| 6.     | "Hearts On Fire (Orchestral Version)"                | 4:36    |
| 7.     | "The Story Of A Young Heart (Orchestral Version)"    | 6:10    |
| 8.     | "What You Said, What You Meant (Orchestral Version)" | 4:42    |
| 9.     | "Living In Heaven (Orchestral Version)"              | 5:28    |
| 10.    | "What Am I Supposed To Do (Orchestral Version)"      | 4:12    |
| 11.    | "Rainfall (Orchestral Version)"                      | 5:02    |
| Total: | Total:                                               | 47:54   |

## Créditos
Créditos adaptados das notas de capa da String Theory.
A Flock Of Seagulls
- Mike Score - voz, guitarra, teclados
- Sare Havlicek - teclados
- Paul Reynolds, Slava Voroshnin - guitarra solo
- Frank Maudsley, Slava Voroshnin, Denis Susin - baixo
- Ali Score, Charlie Pine - bateria

Produção
- John Bryan, Sare Havlicek - produção
- Slava Voroshnin, Sare Havlicek - programação
- Pete Whitfield, John Bryan, Sare Havlicek - arranjos orquestrais
- Sare Havlicek - mixagem
- Eugene - masterização
- William P, Rich Elson - obras de arte